# Limazo
El Limazo o el Febrerazo, son los nombres con los que se conoce a una huelga policial ocurrida en la ciudad de Lima, durante el gobierno de Juan Velasco Alvarado, que inició el lunes 3 de febrero de 1975, y produjo una serie de saqueos, revueltas y desmanes que fueron reprimidas violentamente por las fuerzas armadas el miércoles 5 de febrero.
El origen de las protestas estuvo en el maltrato sufrido hacia un efectivo policial por parte de un alto mando de las fuerzas armadas. Según los reportes oficiales, las protestas tuvieron un saldo de 86 muertos. El caos y desgobierno ocasionados por la huelga trajeron como consecuencia el agravamiento de la crisis política que enfrentaba el gobierno, el cual sería depuesto por un golpe de Estado en agosto de 1975, finalizando así la primera fase del gobierno militar.

## Antecedentes
En 1968, tras un golpe de Estado, se instauró el Gobierno Revolucionario de la Fuerza Armada (GRFA), bajo el mando del general Juan Velasco Alvarado. produciéndose múltiples reformas. Sin embargo, para 1974, sucede una crisis económica que provoca la multiplicación de huelgas contra el régimen. En aquel entonces, el descontento cundía entre los miembros de las fuerzas policiales (quienes realizaron algunas manifestaciones en aquel año sin mucho éxito), mayoritariamente procedente de sectores populares y medios bajos, los cuales se sentían postergados por las fuerzas militares, quienes los consideraban como “fuerzas auxiliares”, no contaban con representación alguna en los organismos de gobierno y tenían bajos sueldos. Además, algunos miembros policiales estudiaban derecho en la Universidad Nacional Federico Villareal (UNFV), en donde entablaron amistad con algunos dirigentes universitarios apristas como Carlos Belapatiño, Manuel García Torres y Alberto Valdivia. Los apristas, que eran opositores al gobierno velasquista, habían formado en las universidades la Alianza Revolucionaria Estudiantil (ARE), quienes se enfrentaban, con apoyo de los "búfalos", a los miembros del Frente Estudiantil Revolucionario (FER), de tendencia marxista, por el control de las universidades, entre ellas la UNFV.
El 31 de diciembre de aquel año, en Palacio de Gobierno se dio la orden de que no se permitiera a los periodistas que se acercaran a la comitiva presidencial. A pesar de dicha orden, el vehículo que transportaba a Velasco fue interceptado por los periodistas debido a que un guardia civil no había cumplido la orden. Esto llevó a que el jefe de la Casa Militar, el general del Ejército Enrique Ibáñez Burga, se acercara al guardia civil, le recriminara verbal y físicamente y le diera dos bofetadas, además de ordenar su detención y el retiro inmediato del personal policial a la 22 Comandancia. El personal de dicha comandancia, que debía salir de servicio en el turno de la una de la tarde, se negó a salir debido a que consideraban inaceptable lo sucedido con su compañero. Esto, derivó en un inicio de huelga que fue resuelta mediante mediación del general de la Guardia Civil Ernesto Olivares Montano, que ordenó la liberación del guardia civil detenido y expresó su solidaridad institucional con el personal maltratado. Para enero de 1975, circularon en las comisarías volantes anónimos convocando a paros policiales, que no se llevaron a cabo. Paralelamente, un oficial retirado de la Guardia Civil y estudiante de la UNFV, Augusto Landerer, se reunió con Belapatiño para coordinar acciones a realizarse, eligiéndose el día 5 de febrero para el inicio de éstas en sintonía con las fuerzas policiales que, próximamente, iban a entrar en huelga.

## Acontecimientos

### Primeros acontecimientos
El 3 de febrero, la Guardia Civil rehusó realizar sus labores, dejando la ciudad de Lima sin protección policial, declarándose en huelga y acantonándose en el Cuartel de Radio Patrulla. Se presentó un pliego al gobierno que contenía los siguientes puntos:
- Desagravio a la Guardia Civil por el maltrato recibido hacia uno de sus miembros.
- Aumento mensual de 2 mil soles mensuales para el bienio 1975-76.
- Que la mutual del personal subalterno sea administrado por ellos mismos previa auditoria.
- Modificación de los reglamentos.
- Reorganización de la Guardia Civil.
- Que no existan descuentos injustificados.
- Que no se tomen medidas represivas.

Los policías amenazaron con una huelga total de no atenderse sus reclamos. Se iniciaron negociaciones con el ministro del interior, el general del Ejército Pedro Ritcher Prada. Sin embargo, éstas no llegaron a ningún lugar. Ante ello, el 4 de febrero, el gobierno decide trasladar la solución del conflicto al Comando Conjunto de la Fuerza Armada, quienes calificaron la huelga como sedición y ordenaron a la II Región Militar suprimirla por la fuerza.

### 5 de febrero

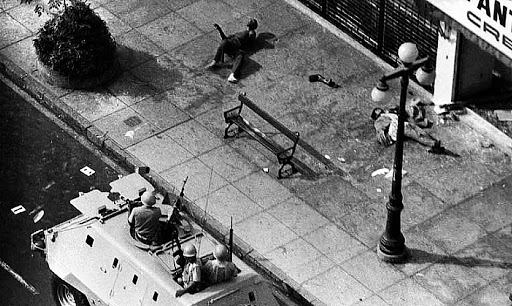
Heridos por el Ejército peruano durante el Limazo de 1975.

Alrededor de las 3 de la madrugada del 5 de febrero, el Cuartel de Radio Patrulla fue rodeado por soldados apoyados con tanques provenientes del Cuartel Hoyos Rubios. Se dio un ultimátum que duró 10 segundos a través de un altavoz. Luego de ello, el cuartel fue atacado por las unidades militares, produciéndose un enfrentamiento. Según reportara Reuters posteriormente, se contabilizó alrededor de 30 muertos en el enfrentamiento, sin embargo, el gobierno detalló que solo murieron 6. Se sindicó al sargento de la Guardia Civil, Julio Cortegana Ludeña, como el organizador de la huelga.
Alrededor de las 10 de la mañana, se originaron marchas comandadas principalmente por el ARE que partieron de los alrededores de la UNFV y la Universidad Inca Garcilaso de la Vega, que enarbolaban consignas antigubernamentales y hacían llamados a una rebelión contra el gobierno. Los manifestantes, jóvenes, recorrían las calles repartiendo volantes, se transportaban en motos y empujaban carretillas con gasolina y llantas. Debido a la multitud, se originó un embotellamiento que paralizó la circulación vehicular en el centro de la ciudad. García Torres, junto a algunos guardias civiles, Landerer y Janet Gamarra comandaban las movilizaciones. La gasolina fue usada para atacar e incendiar el Casino Militar (situado en la Plaza San Martín), el local del diario Correo y Ojo y el local del SINAMOS, además, se intentó incendiar el local del diario Expreso, sin éxito debido a que los trabajadores bloquearon las entradas con bobinas de papel y se defendieron. Se reportó que los estudiantes volcaron e incendiaron autos y camionetas. Debido a que la ciudad estaba desprotegida, la situación fue aprovechada para saquear tiendas y supermercados.
Desde Palacio de Gobierno se ordenó la salida de las tropas de la II Región Militar, con sede en Lima, a cargo del general Leonidas Rodríguez Figueroa. Las tropas, montadas en tanques, tanquetas y hasta helicópteros, salieron a mediodía y reprimieron a sangre y fuego a los saqueadores. Asimismo, mediante comunicado oficial, el gobierno suspendió las garantías constitucionales y declaró el toque de queda a partir de las 6 de la tarde. El día 6 se dispuso que el toque de queda fuese a las 8 p. m. Más adelante fue a las 10 p. m., y, finalmente, a medianoche, pero pasó algún tiempo sin que pudiera retirarse definitivamente.

## Consecuencias
El saldo oficial fue de 86 muertos, 1550 heridos, 1.012 detenidos y 53 policías enjuiciados.
El gobierno acusó oficialmente a la CIA y al Partido Aprista de alentar los disturbios y protestas. Una caricatura publicada en el diario Correo representó a Víctor Raúl Haya de la Torre (líder del APRA) rodeado de matones incendiarios, con la leyenda: “Solo el Apra quemará al Perú” (parafraseando el lema aprista de “Solo el Apra salvará al Perú”).
Por primera vez en los seis años de régimen militar se producía una situación de descontrol social en Lima. Estas ya se habían presentado en el interior del país, en Ayacucho (1969), en el centro minero de Cobriza (1971) o en Andahuaylas (1974). En un artículo del periodista Enrique Zileri afirmaría que esto sería "la condena de muerte del velascato". El “Limazo” mostró la pérdida de la legitimidad que los militares habían conseguido con las reformas. Ello puso en debate ya no sólo el problema del recambio del general Velasco, sino también el de la búsqueda de salidas políticas que mantuvieran la unidad institucional de las Fuerzas Armadas; pero, sobre todo, el gobierno quería reforzar su relación con las organizaciones populares mediante la creación de un partido político. El 25 de febrero el gobierno publicó las “Bases ideológicas de la revolución peruana” y en julio se anunció la formación de la Organización Política de la Revolución Peruana (OPRP), que no tendría éxito. 
Este año 1975 se habló sobre la inminencia de una declaratoria de guerra a Chile, dándose como fecha, según rumores, los primeros días de agosto en conmemoración de la batalla de Junín. No se cumplieron tales previstos y la situación se tornó ya definitivamente insostenible, pues el desempleo y el costo de vida subían constantemente mientras la inflación llegaba al 24 % ante la falta de inversiones producto de la inseguridad. Por último, el 29 de agosto se produjo un golpe de Estado desde Tacna dirigido por el general Francisco Morales Bermúdez, exministro de Hacienda del régimen, que destituyó a Velasco e inició la llamada Segunda fase del Gobierno Revolucionario de la Fuerza Armada.